# Liste der Monuments historiques in Étueffont
Die Liste der Monuments historiques in Étueffont führt die Monuments historiques in der französischen Gemeinde Étueffont auf.

## Liste der Bauwerke
| Bezeichnung                      | Beschreibung               | Standort | Kennzeichnung | Schutzstatus | Datum | Bild           |
| -------------------------------- | -------------------------- | -------- | ------------- | ------------ | ----- | -------------- |
| Ehemalige Schmiede, heute Museum | Mitte des 18. Jahrhunderts | (Lage)   | PA00125423    | Inscrit      | 1993  | weitere Bilder |

## Liste der Objekte
| Bezeichnung                                                       | Beschreibung                                      | Standort                        | Kennzeichnung | Schutzstatus | Datum | Bild |
| ----------------------------------------------------------------- | ------------------------------------------------- | ------------------------------- | ------------- | ------------ | ----- | ---- |
| Skulptur Johannes des Täufers                                     | Holz, 18. Jahrhundert                             | in der Kirche St-Valbert (Lage) | PM90000304    | Inscrit      | 2002  |      |
| Skulptur Unbeflegte Empfängnis                                    | Holz, 18. Jahrhundert                             | in der Kirche St-Valbert (Lage) | PM90000039    | Classé       | 1988  |      |
| Skulptur des heiligen Georg                                       | Eichenholz, 18. Jahrhundert                       | in der Kirche St-Valbert (Lage) | PM90000303    | Inscrit      | 2002  |      |
| Zwei Skulpturen von Bischöfen                                     | Holz, 18. Jahrhundert                             | in der Kirche St-Valbert (Lage) | PM90000037    | Classé       | 1988  |      |
| Skulpturengruppe: Christus am Kreuz, Johannes und Maria Magdalena | Eichenholz, 18. Jahrhundert                       | in der Kirche St-Valbert (Lage) | PM90000302    | Inscrit      | 2002  |      |
| Grabplatte für Malachie Noblat                                    | Stein, 1781                                       | in der Kirche St-Valbert (Lage) | PM90000307    | Inscrit      | 2002  |      |
| Skulpturengruppe: Heilige, Maria und das Jesuskind                | Holz, polychrom gefasst, 18. Jahrhundert          | in der Kirche St-Valbert (Lage) | PM90000035    | Classé       | 1960  |      |
| Zwei Skulpturen: Heiliger Ambrosius und heiliger Nikolaus         | Holz, 18. Jahrhundert                             | in der Kirche St-Valbert (Lage) | PM90000038    | Classé       | 1988  |      |
| Skulptur des heiligen Valbert                                     | Holz, 18. Jahrhundert                             | in der Kirche St-Valbert (Lage) | PM90000036    | Classé       | 1973  |      |
| Kelch                                                             | Silber, vergoldet, Anfang des 19. Jahrhunderts    | in der Kirche St-Valbert (Lage) | PM90000301    | Inscrit      | 2002  |      |
| Skulptur des heiligen Antonius                                    | Holz, 17. oder 18. Jahrhundert                    | in der Kirche St-Valbert (Lage) | PM90000305    | Inscrit      | 2002  |      |
| Skulptur eines heiligen Bischofs                                  | Holz, polychrom gefasst, 17. oder 18. Jahrhundert | in der Kirche St-Valbert (Lage) | PM90000306    | Inscrit      | 2002  |      |
| Ziborium                                                          | Silber, vergoldet, um 1800                        | in der Kirche St-Valbert (Lage) | PM90000395    | Inscrit      | 2002  |      |